# Leith (Dakota du Nord)
Pour les articles homonymes, voir Leith.
La ville de Leith (en anglais [ˈliːθ]) est située dans le comté de Grant, dans l’État du Dakota du Nord, aux États-Unis. Selon le recensement de 2010, sa population s’élève à 16 habitants.

## Démographie
| 1920 | 1930 | 1940 | 1950 | 1960 | 1970 |
| ---- | ---- | ---- | ---- | ---- | ---- |
| 158  | 174  | 166  | 160  | 100  | 92   |

| 1980 | 1990 | 2000 | 2010 | - | - |
| ---- | ---- | ---- | ---- | - | - |
| 59   | 43   | 28   | 16   | - | - |

## Source
- (en) Cet article est partiellement ou en totalité issu de l’article de Wikipédia en anglais intitulé « Leith, North Dakota » (voir la liste des auteurs).